# Motor Renault R
El motor Renault R o Type-R es un motor diésel del fabricante Renault diseñado para sustituir al 1.9 dCi F9Q y al 2.0 dCi M9R utilizando un turbocompresor en las versiones enfocadas a sustituir al primero y dos turbocompresores en las que sustituyen al segundo.

## Características
El R9M tiene una cilindrada de 1598 cm³, con un diámetro de 80 mm (3,15 pulgadas) y una carrera de 79,5 mm (3,13 pulgadas).
| Potencia máxima                    | Par motor         | Normativa de anticontaminación  | Usos |
| ---------------------------------- | ----------------- | ------------------------------- | --- |
| 130 CV (96 kilovatios) @ 4000 rpm  | 320 Nm @ 1750 rpm | Euro 5, Euro 6, con catalizador | Renault Megane III Renault Megane IV Renault Scenic III Renault Scenic IV Renault Talisman Renault Kadjar Renault Espace Nissan Qashqai I Nissan Qashqai II Nissan X-Trail |
| 160 CV (118 kilovatios) @ 4000 rpm | 380 Nm @ 1750 rpm | Euro 6, con catalizador         | Renault Scenic IV Renault Espace Renault Talisman |
| 163 CV (120 kilovatios) @ 4000 rpm | 380 Nm @ 1750 rpm | Euro 6, con catalizador         | Renault Megane IV GT |